# Cameron Bright
Pour les articles homonymes, voir Bright.
 (février 2020).
Cameron Bright, né Cameron Douglas Crigger le 26 janvier 1993 à Victoria, en Colombie-Britannique, est un acteur canadien.
Il est notamment connu pour ses rôles dans les films Godsend et Birth en 2004, ainsi que pour son rôle d'Alec Volturi dans la saga Twilight.

## Biographie
Cameron Bright est né le 26 janvier 1993 à Victoria, en Colombie-Britannique, Canada.
Ses parents sont Anne Bright et Jake Crigger. Il a un frère aîné, Bryce Nelson Crigger.

## Filmographie

### Cinéma

#### Longs métrages
- 2002 : Lone Hero de Ken Sanzel : Un enfant
- 2004 : L'Effet papillon (The Butterfly Effect) d'Eric Bress et J. Mackye Gruber : Tommy Miller à 7 ans
- 2004 : Birth de Jonathan Glazer : Sean jeune
- 2004 : Godsend, expérience interdite (Godsend) de Nick Hamm : Adam Duncan
- 2005 : Thank You for Smoking de Jason Reitman : Joey Naylor
- 2006 : La Peur au ventre (Running Scared) de Wayne Kramer : Oleg Yugorsky
- 2006 : Ultraviolet de Kurt Wimmer : Six
- 2006 : X-Men : L'Affrontement final (X-Men: The Last Stand), de Brett Ratner : Jimmy
- 2007 : Normal de Carl Bessai : Brady
- 2007 : Juno de Jason Reitman : Un geek
- 2008 : La Patriote (An American Affair) de William Olsson : Adam Stafford
- 2009 : Twilight, chapitre II : Tentation (New Moon) de Chris Weitz : Alec Volturi
- 2009 : Les Emmurés (Walled In) de Gilles Paquet-Brenner : Jimmy
- 2010 : Twilight, chapitre III : Hésitation (Eclipse) de David Slade : Alec Volturi
- 2011 : Twilight, chapitre IV : Révélation, 1re partie (The Twilight Saga : Breaking Dawn - Part 1) de Bill Condon : Alec Volturi
- 2012 : Little Glory de Vincent Lannoo : Shawn
- 2012 : Twilight, chapitre V : Révélation, 2e partie (The Twilight Saga : Breaking Dawn - Part 2) de Bill Condon : Alec Volturi
- 2014 : Final Girl : La Dernière Proie (Final Girl) de Tyler Shields : Shane
- 2017 : Pretty Outrageous d'Elizabeth Blake-Thomas : Cameron

#### Courts métrages
- 2008 : The Talisman de Mathieu Ratthe : Jack Sawyer
- 2013 : Floodplain de Jeremy Lutter : Duncan
- 2015 : Outside the Lines de Scott Belyea : DJ
- 2018 : Beautiful Gun de Gabriel Correa : Jesse

### Télévision

#### Séries télévisées
- 2000 : Cœurs rebelles (Higher Ground) : Peter jeune
- 2002 : Dark Angel : Johnny
- 2002 : Les Nuits de l'étrange (Night Visions) : Tim Malone jeune
- 2005 - 2006 : Stargate SG-1 : Orlin
- 2007 : Les 4400 (The 4400) : Graham Holt
- 2012 : Goodnight for Justice : Will Donohue
- 2013 - 2014 / 2016 : Motive : Manny Flynn

#### Téléfilms
- 2000 : Le Village du père Noël (en) (The Christmas Secret) d'Ian Barry : Jerry jeune
- 2002 : Le Sang du frère (My Brother's Keeper) de John Badham : Ellis jeune
- 2002 : Shadow Realm de Keith Gordon, Tobe Hooper, Paul Shapiro et Ian Toynton : Tim
- 2007 : Le Jackpot de Noël (Christmas in Wonderland) de James Orr : Danny Saunders
- 2011 : Earth's Final Hours : Le compte à rebours est déclenché (Earth's Final Hours) de W.D. Hogan : Andy Streich
- 2014 : Le Campus de la honte (Dead on Campus) de Curtis Crawford : le petit ami d'Alexa

## Nomination
- 2005 : Académy of Science Fiction, Fantasy and Horror : Meilleure performance par un jeune acteur pour Birth.